# Dorp (tramhalte)
Dorp is een tramhalte in Zwijndrecht die deel uitmaakt van het Antwerpse tramnetwerk. De halte is gelegen in het centrum van Zwijndrecht. Om oponthoud te voorkomen in het centrum, maakt de tram een bocht naar het Vredespark en zo wordt het centrum gemeden. Net voordat de tram weer op de hoofdbaan terecht komt, stopt hij in dit station. De exacte bouwdatum is niet bekend, enkel het bouwjaar 2002.
In 2018 werd de tramhalte Dorp vernieuwd en werd de halte Vredespark opgeheven op 27 augustus 2018, de dag dat de nieuwe halte Dorp gereed kwam.
De halte wordt bediend door tramlijn 3. Het is de voorlaatste halte voor P+R Melsele gezien vanuit Antwerpen en de tweede halte voorbij P+R Melsele gezien vanuit Melsele.